# Серхат Акин
Серхат Акин (тур. Serhat Akın, нар. 5 червня 1981, Бреттен) — турецький футболіст, що грав на позиції нападника.
Виступав, зокрема, за «Фенербахче», «Андерлехт» та «Кельн», а також національну збірну Туреччини.

## Клубна кар'єра
Народився 5 червня 1981 року в західнонімецькому місті Бреттен в родині вихідців з Туреччини. Разпочав займатись футболом у невеличких місцевих клубах «Вікторія» (Йолінген), «Обердендінген» та «Еппінген», а з 10 років перебував в академії «Карлсруе СК». У сезоні 1999/00 Акин залучався до матчів резервної команди, взявши участь в 11 матчах Регіоналліги, третього дивізіону країни, втім до першої команди не потрапив.
2000 року відправився на історичну батьківщину і підписав дворічний контракт із стамбульським «Фенербахче». У дебютному сезоні 2000/01 він зіграв у 25 матчах Суперліги і забив дев'ять голів, допомігши своїй команді виграти чемпіонат. У наступні два сезони Серхат забив ще 22 м'ячі, але не міг завоювати трофеї з командою. У грудні 2003 року він отримав травму паху і тому рідко використовувався у другій половині сезону 2003/04. Тим не менш, «Фенербахче» зміг виграти чемпіонат, обійшовши на чотири очки «Трабзонспор», а Серхат забив вісім голів у 21 матчі. У останньому сезоні в клубі Акин забив лише 2 голи, але здобув третє чемпіонство з командою. Загалом за 5 років у складі «канарок» Серхат провів 154 матчі і забив 49 голів, з них 125 матчів і 41 гол у чемпіонаті.
Влітку до складу стамбульського клубу прийшов зірковий чемпіон Європи Ніколя Анелька і Акин змушений був покинути команду і перейшов до бельгійського «Андерлехта». Там Серхат продовжив свій переможний шлях, в першому ж сезоні чемпіонат Бельгії, в якому забив 10 голів у 27 матчах. Втім у наступному сезоні програючи конкуренцію Мбо Мпензі та новачкам Мохамеду Чіте та Ніколасу Фрутосу, через що не забив жодного голу у чемпіонаті за пів року, на другу половину сезону 2006/07 був відданий в оренду в клуб другої німецької Бундесліги «Кельн». Втім і там через травму майже не грав і влітку повернувся до бельгійської команди. Однак там із уходом Чіте та травмою Фрутоса на початку сезону 2007/08 років Акин повернувся до стартової одинадцятки «Андерлехта». Цей короткий період голів був перерваний черговою травмою нападника, внаслідок чого він упустив можливість закріпитись у брюссельській команді і влітку 2008 року її покинув.
У серпні 2008 року Серхат повернувся до Туреччини і підписав однорічний контракт із новачком вищого дивізіону «Коджаеліспором». Але вже під час зимової перерви сезону 2008/09 покинув клуб через невиплату зарплати і перейшов у «Коньяспор» і наприкінці сезону покинув і цей клуб, ставши вільним агентом.
У середині вересня 2009 року Акин почав тренуватись із молодіжною командою «Карлсруе СК U23», щоб підтримувати форму, а у листопаді 2009 року підписав з клубом контракт. До літа 2011 року він провів усього 16 матчів за команду у Другій Бундеслізі і не забив жодного голу. В результаті наприкінці сезону 2010/11 Серхат Акин не отримав нового контракту і хотів закінчити свою кар'єру через чергову травму. Однак в серпні Акин прийняв пропозицію від свого старого товариша по «Фенербахче» Юсуфа Шимшека, який був призначений граючим тренером команди третього турецького дивізіону «Тургутлуспор», де і провів наступний сезон.
Влітку 2012 року Серхат став гравцем ще однієї команди третього дивізіону, клубу «Алтай», де возз'єднався із своїм братом Серканом, який теж був вихованцем «Карлсруе СК», але протягом кар'єри грав виключно у невеликих турецьких клубах. В кінці січня 2013 року Серхат розірвав свій контракт з «Алтаєм» і перейшов до німецького «Грунбаха», що грав у Оберлізі Баден-Вюртемберг, п'ятому дивізіоні країни, де і дограв сезон. Завершив ігрову кар'єру у команді німецької Регіоналліги Північний схід (четвертий дивізіон) «Берлін Атлетик», за яку виступав протягом сезону 2013/14 років.

## Виступи за збірні
1999 року виступав за юнацькі збірні до 17 та 18 років, після чого протягом 2000–2002 років залучався до складу молодіжної збірної Туреччини, з якою поїхав на молодіжний чемпіонат Європи 2000 року в Словаччині. На турнірі зіграв у двох матчах і забив гол у грі проти Італії (1:3), але команда програла всі три матчі і не вийшла з групи. Всього на молодіжному рівні зіграв у 22 офіційних матчах, забив 12 голів.
21 серпня 2002 року дебютував в офіційних матчах у складі національної збірної Туреччини в товариській грі проти Грузії (3:0). Всього протягом кар'єри у національній команді, яка тривала 4 роки, провів у її формі 16 матчів і забив 3 голи, всі в рамках відбору на чемпіонат Європи 2004 року: голи проти Словаччини (3:0) та дубль проти Ліхтенштейну (5:0). Втім для турків той кваліфікаційний турнір виявився невдалим — Туреччина сенсаційно програла Латвії в стикових матчах і не потрапила до фінального турніру, щоправда, сам Акин участі у тих матчах через травму не брав.

## Статистика

### Клубна
| Сезон   | Клуб             | Країна    | Ліга              | Ігор | Голів |
| ------- | ---------------- | --------- | ----------------- | ---- | ----- |
| 2000/01 | «Фенербахче»     | Туреччина | Суперліга         | 25   | 9     |
| 2001/02 | «Фенербахче»     | Туреччина | Суперліга         | 31   | 16    |
| 2002/03 | «Фенербахче»     | Туреччина | Суперліга         | 22   | 6     |
| 2003/04 | «Фенербахче»     | Туреччина | Суперліга         | 21   | 8     |
| 2004/05 | «Фенербахче»     | Туреччина | Суперліга         | 26   | 2     |
| 2005/06 | «Андерлехт»      | Бельгія   | Ліга Жупіле       | 27   | 10    |
| 2006/07 | «Андерлехт»      | Бельгія   | Ліга Жупіле       | 7    | 0     |
| 2006/07 | → «Кельн»        | Німеччина | Друга Бундесліга  | 7    | 1     |
| 2007/08 | «Андерлехт»      | Бельгія   | Ліга Жупіле       | 16   | 3     |
| 2008/09 | «Коджаеліспор»   | Туреччина | Суперліга         | 6    | 1     |
| 2008/09 | «Коньяспор»      | Туреччина | Суперліга         | 11   | 1     |
| 2009/10 | «Карлсруе»       | Німеччина | Друга Бундесліга  | 8    | 0     |
| 2010/11 | «Карлсруе»       | Німеччина | Друга Бундесліга  | 9    | 0     |
| 2011/12 | «Тургутлуспор»   | Туреччина | Друга ліга (ІІІ)  | 24   | 12    |
| 2012/13 | «Алтай»          | Туреччина | Друга ліга (ІІІ)  | 5    | 0     |
| 2013/14 | «Берлін Атлетик» | Німеччина | Регіоналліга (IV) | 7    | 2     |
|         |                  |           | Всього            | 221  | 81    |

### Збірна
| Рік    | Збірна    | Ігор | Голів |
| ------ | --------- | ---- | ----- |
| 2002   | Туреччина | 5    | 3     |
| 2004   | Туреччина | 6    | 0     |
| 2005   | Туреччина | 5    | 0     |
| Всього | Всього    | 16   | 3     |

| #  | Дата           | Суперник    | Результат | Рахунок | Турнір                          |
| -- | -------------- | ----------- | --------- | ------- | ------------------------------- |
| 1. | 7 вересня 2002 | Словаччина  | 1-0       | 3-0     | Відбір на чемпіонат Європи 2004 |
| 2. | 16 жовтня 2002 | Ліхтенштейн | 4-0       | 5-0     | Відбір на чемпіонат Європи 2004 |
| 3. | 16 жовтня 2002 | Ліхтенштейн | 5-0       | 5-0     | Відбір на чемпіонат Європи 2004 |

## Титули і досягнення
- Чемпіон Туреччини (3):

«Фенербае»: 2000–01, 2003–04, 2004–05
- Чемпіон Бельгії (1):

«Андерлехт»: 2005–06
- Володар Кубка Бельгії (1):

«Андерлехт»: 2007–08
- Володар Суперкубка Бельгії (2):

«Андерлехт»: 2006, 2007